# Polysporangiophytes
Polysporangiophyta
Super-division
Les Polysporangiophytes (Polysporangiophyta) sont des plantes apparues à l'Ordovicien final et qui existent toujours aujourd'hui. Elles constituent les plantes les plus répandues. Toutes les Polysporangiophytes actuelles sont des Trachéophytes, cryptogames et vasculaires.
L'une des plus anciennes, Cooksonia, est âgée de 425 millions d'années et vivait au Silurien.

## Caractéristiques

### Reproduction
Ces plantes se caractérisent fondamentalement par des sporanges au sommet des tiges des sporophytes ramifiées et ornées de sporanges, même si chez plusieurs clades les sporanges se développent sur les tiges (cas des Psilophytes), la face abaxiale des feuilles (chez les Filicinées), ou sur des tiges spéciales, les sporangiophores (cas des Equisétinées). Cette structure de forme arrondie contient les spores. Chez les polysporangiophytes, contrairement à ce que l'on observe chez les Bryophytes, Anthocérotes et Marchantiophytes, la phase sporophytique diploïde est dominante par rapport à la phase gamétophytique haploïde. Le sporophyte devient indépendant du gamétophyte et ramifié, ce n'est plus un parasite du moins sur la majorité du cycle.

### Vie végétative
Ces plantes sont vascularisées et elles sont les premières à avoir existé sur la terre ferme : leur développement y ralentit l'érosion, favorisant la sédimentogenèse et la pédogenèse. Elles possèdent aussi pour synapomorphie des trachéides (cellules rigides mortes) et de la lignine (formée de polymères de phénols). La présence de trachéides à parois annelées lignifiées est une synapomorphie des Trachéophytes et est donc partagée par toutes les polysporangiophytes actuelles.
Les chloroplastes sont généralement nombreux par cellule et les flagelles des anthérozoïdes sont nombreux (cas des Psilophytes) ou seulement deux (comme chez les Lycopodiales et les Selaginellales). Le sporophyte possède des tiges, des feuilles et des racines dans la plupart des cas, excepté les Psilophytinées (les plus basales) qui ne disposent pas de racines. Un système conducteur existe chez toutes les Polysporangiophytes actuelles, il est constitué de phloème et de xylème et disposé en stèles qui peuvent être de très nombreux types.

## Fossiles
Deux des plus célèbres et plus anciennes polysporangiophytes du Silurien sont Cooksonia et Aglaophyton. Les Rhyniophytes de plus de 400 millions d'années, sont l'un des plus anciens groupes à avoir divergé, et sont parmi les premières plantes vasculaires connues. Les premières polysporangiophytes ne portaient ni feuilles ni fleurs. Aucun fossile retrouvé ne présente de racines. La plante était attachée au sol au moyen de filaments racinaires très fins. Certains fossiles présentent une bande noire au centre de leur tige, ce qui a pu être interprété comme les restes de trachéides.

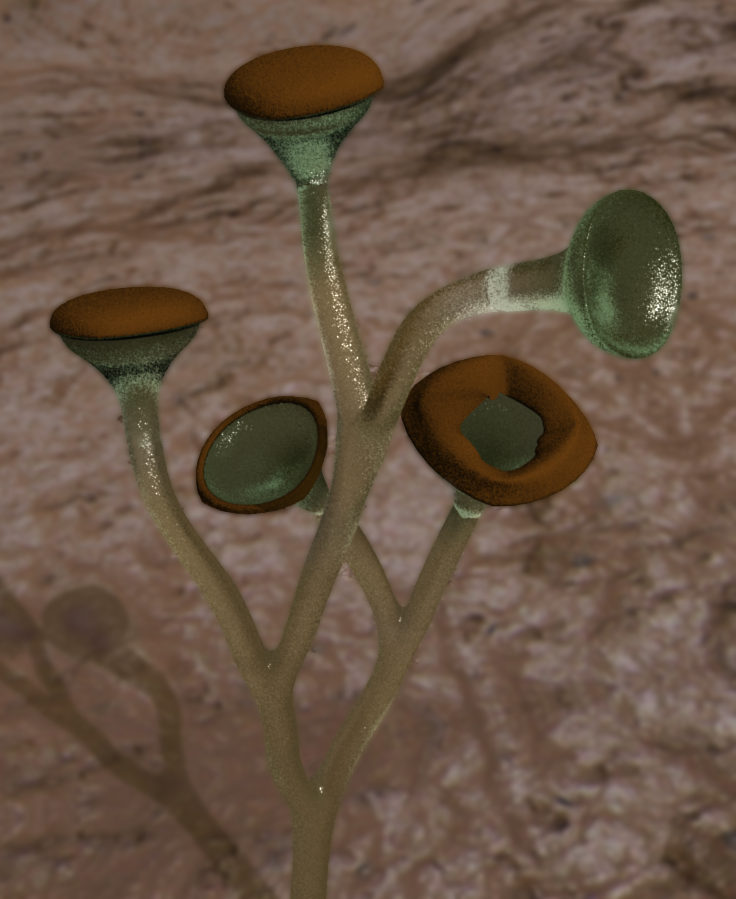
Reconstitution du sporophyte de Cooksonia pertoni.

## Phylogénie et évolution
Les Polysporangiophytes sont placées dans les phylogénies actuelles en groupe-frère des Bryophyta au sein des Stomatophyta. Elles se divisent en deux groupes: les Lycophytes, avec le lycopode ou l'immense Lepidodendron, et les Mégaphyllophytes, contenant les fougères, les gymnospermes et les angiospermes.

## Sources
- Classification phylogénétique du vivant 3e édition, Guillaume Lecointre & Hervé Le Guyader, éd. Belin, 2001,  (ISBN 2-7011-4273-3)
- Botanique Les embryophytes, Gérard Cusset, éd. Masson, 1997,  (ISBN 2-225-85244-8)
- Botanique Biologie et physiologie végétales, 2e édition S.Meyer, C.Reeb, R.Bosdeveix, éd. Maloine, 2008,  (ISBN 978-2-224-03020-9)